# Shirley Ayorkor Botchway
Shirley Ayorkor Botchway (sinh ngày 8 tháng 2 năm 1963) là một chính trị gia Ghana. Bà được Tổng thống Ghana Nana Akuffo-Addo bổ nhiệm làm Bộ trưởng Bộ Ngoại giao vào ngày 10 tháng 1 năm 2017. Bà cũng là Thành viên của Nghị viện Anyaa-Sowutuom và từng giữ chức Thứ trưởng Bộ Ngoại giao. Cô là thành viên của Đảng Yêu nước mới.

## Đầu đời
Ayorkor Botchway được sinh ra ở Accra vào ngày 8 tháng 2 năm 1963. Cô có học vấn trung học tại Trường Trung học Phổ thông St.Mary's Girl's tại Korle-Gonno. Cô đã nhận bằng Thạc sĩ (Truyền thông công cộng) từ Đại học Westminster năm 2002. Cô cũng đã nhận bằng MBA (Quản lý dự án) từ Đại học Ghana năm 2004.

## Bộ trưởng nội các
Vào tháng 5 năm 2017, Tổng thống Nana Akufo-Addo đã đặt tên Shirley Botchway là một phần của mười chín bộ trưởng sẽ thành lập nội các của ông. Tên của 19 bộ trưởng đã được đệ trình lên Quốc hội Ghana và được Chủ tịch Hạ viện, Rt. Hon. Giáo sư Mike Ocquaye. Là một bộ trưởng nội các, Shirley Botchway là một phần của vòng tròn bên trong của tổng thống và là để hỗ trợ các hoạt động ra quyết định quan trọng trong nước.

## Cuộc sống cá nhân
Ayorkor Botchway đã kết hôn với hai đứa con . Cô ấy là một Cơ đốc nhân là một người Anh giáo bằng giáo phái.